# Anna Kajsa Pettersdotter
Anna Kajsa Pettersdotter, född 1813, död 1893, var en svensk hökarefru, känd för det rättsmål hon drev för att bli sin makes förmyndare. 
Hon gifte sig med hökaren Olof Andersson, med vilken hon redan hade två barn; paret fick senare ytterligare åtta. Hennes make figurerade i rådhusrättens protokoll på grund av fylleri, slagsmål och misshandel. 
År 1860 ansökte hon om att få honom omyndigförklarad och själv myndigförklarad och sin makes förmyndare. Det var en mycket ovanlig begäran eftersom gifta kvinnor vid denna tid stod under makens förmynderskap, och processen tog flera år av komplicerade juridiska turer. Hon lyckades till slut få maken omyndigförklarad. Hennes status som gift kvinna sågs som ett hinder för henne att bli myndigförklarad, något däremot ogifta kvinnor hade rätten att bli. Hon lät därför ta ut skilsmässa. Efter skilsmässan kunde hon lättare få igenom en ansökan om att bli myndigförklarad. Som myndig kunde hon sedan ansöka om att bli sin omyndigförklarade makes förmyndare, vilket beviljades 1866. 
Hon tillhör den minoritet myndigförklarade kvinnor som biograferas i Britt Liljewalls bok Mig själv och mitt gods förvalta: 1800-tals kvinnor i kamp om myndighet. 